# Pulicat

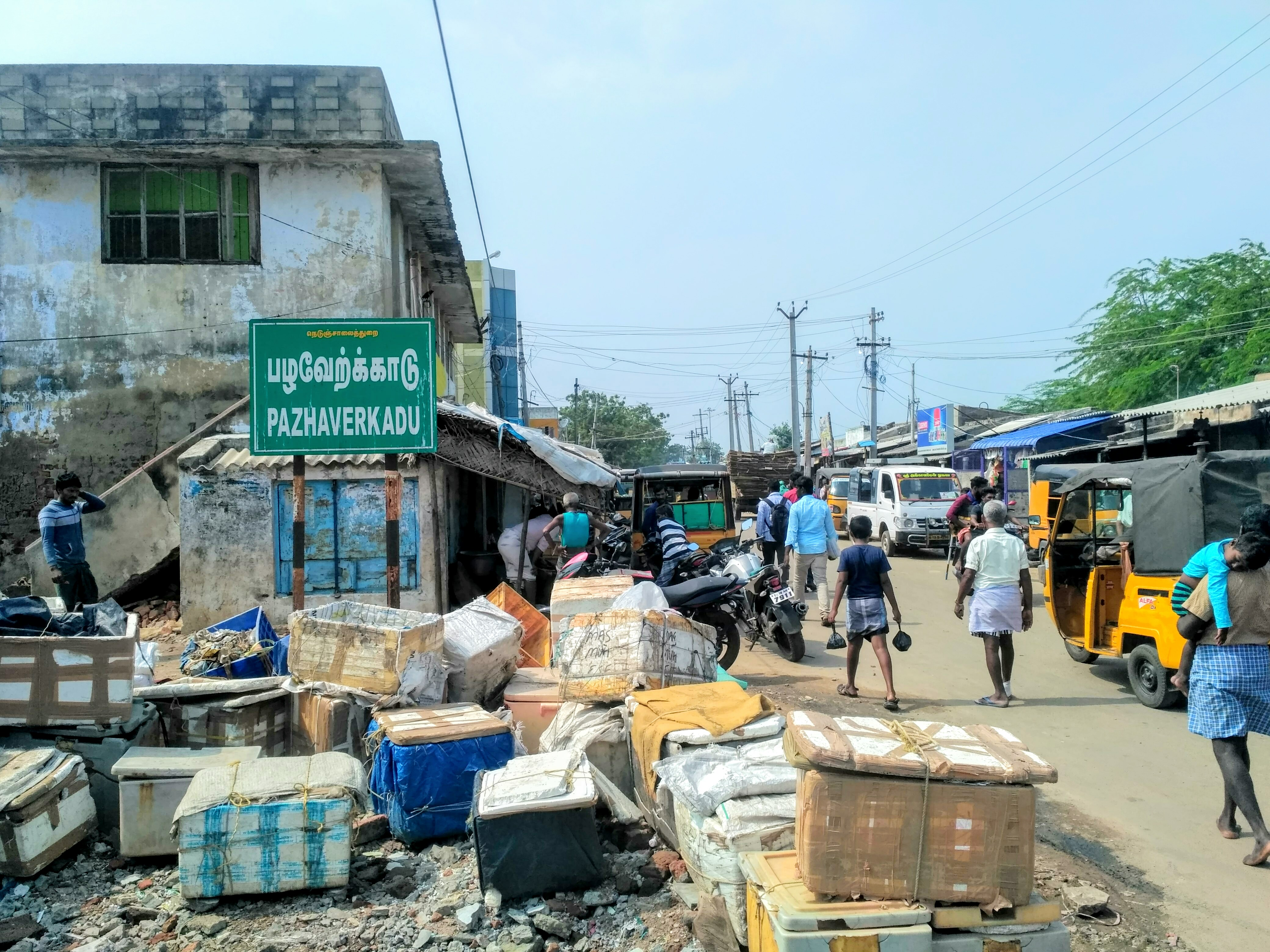
Straßenszene in Pulicat

Pulicat oder Pazhaverkadu (Tamil: பழவேற்காடு Paḻavēṟkāṭu [ˈpaɻəʋeːrkaːɖɯ]) ist ein Ort im indischen Bundesstaat Tamil Nadu.
Pulicat liegt am Pulicat-See 55 Kilometer nördlich von Chennai (Madras) im äußerten Nordosten Tamil Nadus nahe der Grenze zum Nachbarbundesstaat Andhra Pradesh. Pulicat gehört zum Taluk Ponneri des Distrikts Tiruvallur. Der Ort liegt am Südende des Pulicat-Sees auf der Barriereinsel Sriharikota, welche die Lagune gegen den Golf von Bengalen abschirmt. Pulicat hat nach der Volkszählung 2011 rund 18.000 Einwohner und wird nach dem Panchayat-System von einem Dorfrat verwaltet.
Während der Kolonialzeit war Pulicat der wichtigste niederländische Stützpunkt an der Koromandelküste. 1609 erbaute die Niederländische Ostindien-Kompanie hier eine Festung, die nach der Provinz Gelderland Fort Geldria genannt wurde. Die Niederländer gerieten bald in Konkurrenz zu der Britischen Ostindien-Kompanie, die 1640 im nahen Madras das Fort St. George gegründet hatten. Im 18. und 19. Jahrhundert wechselte Pulicat im Zuge der kriegerischen Auseinandersetzungen zwischen Briten und Niederländern mehrfach den Besitzer: Im Vierten Englisch-Niederländischen Seekrieg wurde der Ort 1781 von den Briten eingenommen, nach dem Pariser Frieden 1784 kam er aber ein Jahr später wieder an die Niederlande. Während des Ersten Koalitionskriegs eroberten die Briten 1795 Pulicat erneut, traten es als nach den Konditionen des Britisch-Niederländischen Vertrags von 1814 aber 1818 wieder an die Niederlande ab. Nachdem die Briten und Niederländer im Britisch-Niederländischen Vertrag von 1824 ihre Interessensphären in Asien abgegrenzt hatten, wurde Pulicat 1825 zusammen mit den restlichen niederländischen Besitzungen in Indien endgültig britisch.
Nach dem Ende der niederländischen Periode fiel Pulicat zu einem unbedeutenden Dorf zurück. An die Kolonialzeit erinnert heute noch der alte niederländische Friedhof. Außerdem ist Pulicat als Ausgangspunkt zum Vogelschutzgebiet Pulicat Lake Bird Sanctuary von touristischem Interesse.